# گمبوجیوین اوچیربات
گمبوجیوین اوچیربات (به مغولی: Гомбожавын Очирбат) (زادهٔ ۱۵ نوامبر ۱۹۲۹) سیاستمدار کمونیست اهل مغولستان است.